# 中国节能环保集团
中国节能环保集团有限公司（简称中国节能）是由中华人民共和国中央人民政府出资成立的一家大型环保企业，于1988年建立，原使用名为中国节能投资公司（1994-2010年），2010年与中国新时代控股（集团）公司重组，更为现名。其主要经营范围为开发节能环保技术、推进城市节能环保基础设施建设、工业领域节能减排、清洁技术和新能源业务。现拥有下属公司380家及700余家子公司，是中国环保行业规模最大的投资集团和服务商。另外，中国节能是国家发改委投资咨询评估机构、中央企业节能减排监测中心、科技部中小企业科技创新基金项目评估机构、光电子器件国家工程研究中心，亦负责多项环保、公用工程的咨询评级。

## 概述
20世纪80年代初，世界范围内爆发第二次石油危机，中国政府为应对能源危机，在国家计委节能计划局的基础上开展节能专项计划，并于1988年完成企业化改革，成立节能投资公司。公司成立后，着力于节能工程建设、废料废气回收、污水治理，在中国的节能环保领域有着举足轻重的作用。
1999年，公司正式脱离国家计委，后由国务院国资委接任公司出资人进行管理。公司此后又开拓了城市水务、可再生能源、节能技术服务、节能环保建材等领域的业务，继续担当着中国环保行业龙头老大的地位。
目前，中国节能投资公司的三大主业为节能减排、环境保护、新能源和清洁技术。在污水处理方面，年处理量达到20亿吨，垃圾、生物发电可处理垃圾日均1万吨，风能资源开发达1000万千瓦。

## 历史
- 1988年，国家计委节能计划局完成企业改革，更名为国家能源投资公司节能公司。
- 1994年，投资公司被辙销，转而成立了国家开发银行[來源請求]。原节能公司更名为中国节能投资公司，由国家计委管理。
- 1999年，政企脱离，由中央企业工委管理。
- 2003年，由国务院国资委管理。
- 2010年，与中国新时代控股（集团）公司重组，成立中国节能环保集团公司。
- 2012年4月25日，中國節能環保斥資8.15億港元購入海東青新材料2.25億股，持股量29%，成為單一大股東。是次交易由Nian's Brother Holding Limited以每股作價3.62港元賣出股份，該公司現時仍持有股份25.09%

- 2012年7月14日，旗下非全資附屬公司重慶中節能斥資29.27億港元入股百宏實業29%成為新大股東

- 2013年1月27日，中國金屬再生資源公布，控股股東兼主席秦志威將向央企中國節能環保公司出售3.41億股，占已發行股本的29%，套現3,408.6萬元。完成後，收購完成後秦志威旗下Wellrun Ltd.仍持有中金再生已發行股本約23.1%，不再為公司的控股股東，中國節能環保將持有29%權益，成為公司的單一最大股東。

## 企业文化
- 经营理念
  - 聚合点滴 创生无限
- 企业价值观
  - 卓越、专注、创新、共赢
- 企业三种精神
  - 创新精神、拼搏精神、奉献精神
- 企业三种意识
  - 责任意识、忧患意识、大局意识

## 下属企业
| - 中国新时代控股(集团)公司 - 中国地质工程集团公司 - 中国地质物资供销总公司 - 中国新时代国际工程公司 - 中国环境保护公司 - 中节能风力发电投资有限公司 - 中节能太阳能科技有限公司 - 海洋能事业部 - 中节能咨询有限公司 - 中节能环保科技投资有限公司 - 中节能新材料投资有限公司 - 中节能六合天融环保科技有限公司 - 中节能亚仿节能服务有限公司 | - 中环保水务投资有限公司 - 中节能实业发展有限公司 - 重庆中节能实业有限责任公司 - 中节能（天津）投资集团有限公司 - 中节能（深圳）投资集团有限公司 - 山东中节能发展公司 - 上海国际节能环保发展有限公司 - 中节投资产经营有限公司 - 华禹水务产业投资基金管理有限公司 - 中英低碳创业投资有限公司 - 中国节能环保（香港）投资有限公司 - 中國地能有限公司 |

## 合作伙伴
- 湖北省人民政府
- 海南省人民政府
- 浙江省人民政府
- 宁夏回族自治区人民政府
- 成都市人民政府
- 中国社会科学院
- 浙江大学

## 荣誉
- 2008中国节能服务产业明星企业
- 2004至2008年度中国节能协会节能服务专业委员会优秀会员单位
- 2007、2008年中国节能服务产业重合同守信用企业
- 2007中国节能服务产业最具成长性企业
- 全国安康杯竞赛优胜单位